# Dominique Picard (psychologue)
Pour les articles homonymes, voir Picard et Dominique Picard.
Dominique Picard, née en 1948, est une psychologue et psychosociologue française, professeure émérite de psychologie sociale à l'université Paris-XIII. Elle a pour thèmes de recherche les interactions sociales, les relations et la communication interpersonnelles.

## Biographie
Dominique Picard a soutenu à l'Université Paris-X une thèse en psychologie sociale sous la direction de Jean Maisonneuve qui est parue chez Dunod en 1983 sous le titre "Du code au désir. Le corps dans la relation sociale".
Elle a d'abord enseigné à l'Université Paris-X puis, comme Professeure à Paris-XIII où elle a créé et dirigé le Master Professionnel "Travail et consultations psychosociologiques"
Elle est maintenant professeure émérite à l'université Paris-XIII.

## Activités de recherche et éditoriales
Dominique Picard est spécialiste des relations sociales et interpersonnelles.Elle est surtout connue pour ses travaux sur les rituels de politesse ou les conflits interpersonnels ; mais ses recherches s'étendent aussi, et plus largement, aux différents aspects de l'approche systémique et interactionniste en psychologie sociale.

## Publications

### Ouvrages
- Les conflits relationnels, coll. « Que sais-je ? », Puf, 2020
- Politesse, savoir-vivre et relations sociales[3], Puf, 2019, coll. « Que sais-je ? »
- L'école de Palo Alto, coll. « Que sais-je ? », avec Edmond Marc, Puf, 2013 (rééditions 2016, 2020, 2023)
- Pourquoi la politesse ? Le savoir-vivre contre l'incivilité, Seuil 2007
- Petit traité des conflits ordinaires, avec Edmond Marc, Seuil 2006
- L'école de Palo Alto : Un nouveau regard sur les relations humaines, avec Edmond Marc, Retz, 2006
- L'Interaction sociale, avec Edmond Marc, Puf, 2003
- Relations et Communication interpersonnelles, avec Edmond Marc, Dunod, 2020
- Les rituels du savoir-vivre, Seuil, 1995
- Du code au désir : Le corps dans la relation sociale, Dunod, 1983

### Articles
- « Rite », « rituel », in André Lévy, Eugène Enriquez, Jacqueline Barus-Michel (dir.), Vocabulaire de la psychosociologie, Eres, p.251-257, 2004
- « Corps », in  Alain Montandon (dir.), Dictionnaire raisonné de la politesse, Seuil, p.155-174, 1995